# Praktbyxbi
Praktbyxbi (Dasypoda hirtipes) är ett solitärt bi som tillhör släktet byxbin och familjen sommarbin.

## Beskrivning
Praktbyxbiet är ett stort bi med en kroppslängd på 12 till 14 millimeter. Huvud och mellankropp är brunaktiga, mörkast på ryggsidan. Speciellt honan kan ofta ha ett mycket mörkt band från hjässan till mittpartiet av mellankroppen. Bakkroppen har kort, svart behåring på ryggsidan.
Tergit 1 till 4 har smala, vita hårband på bakkanterna. Även tergit 5 och 6 har hårband längs med bakkanterna, men dessa är mörkbruna.
Honan har en iögonfallande kraftig, rödgul behåring, avsedd för polleninsamling, på skenben och fötter på det bakersta benparet.

## Utbredning
Praktbyxbiet finns i stora delar av Europa (inklusive England och Wales) upp till södra Norge, mellersta Sverige och mellersta Finland. Söderut når arten till Nordafrika och Egypten, österut till Ukraina, Turkiet och Armenien samt vidare till Kina.
I Sverige finns den från Skåne till Dalarna, inklusive Öland och Gotland men exklusive västra Småland. Den är klassad som livskraftig ("LC") på den svenska rödlistan. Tidigare, före 2015, var den dock rödlistad som nära hotad ("NT").

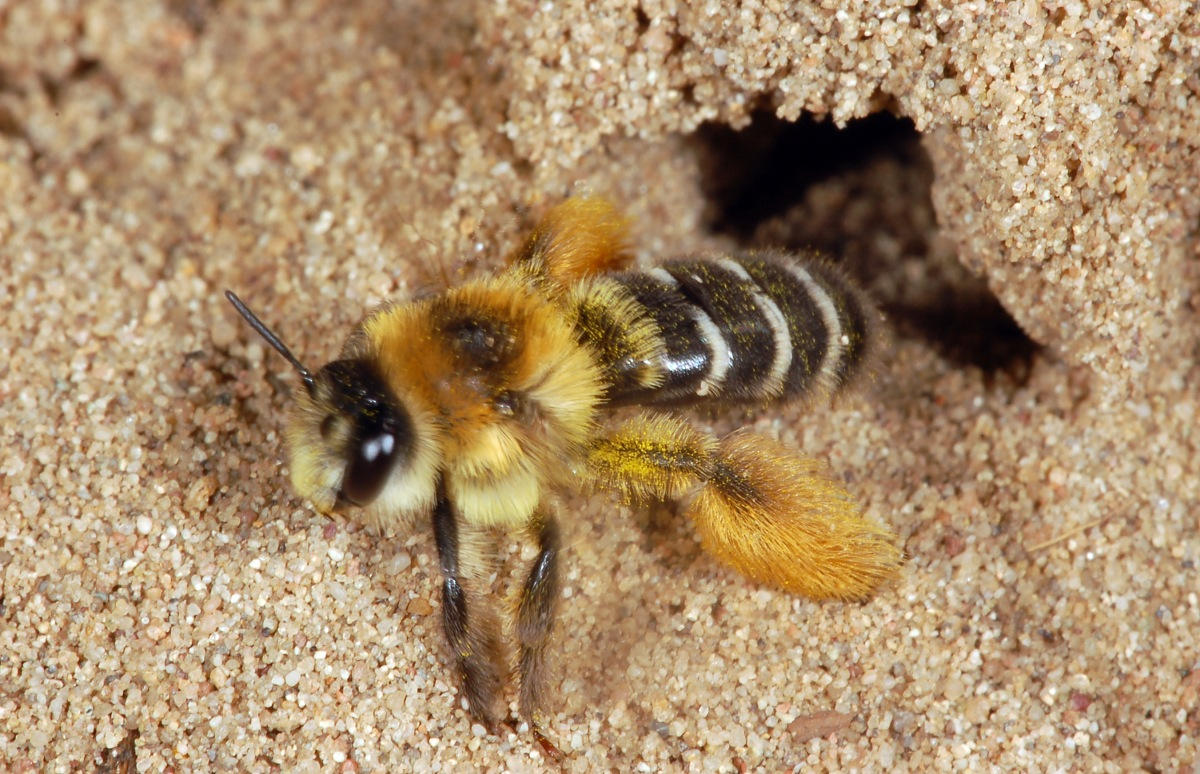
Hona vid sin bohåla.

Även i Finland är arten sedan 2019 klassificerad som livskraftig, efter att den tidigare också där varit rödlistad som nära hotad. Den förekommer i de södra och sydöstra delarna av fastlandet, upp till Norra Savolax och Norra Karelen i öster. Tidigare, fram till början av 1990-talet, fanns den även i Satakunta i väster.

## Ekologi
Praktbyxbiet lever på buskagemarker och öppna sandmarker, som sanddyner, sand- och grustäkter, lössmarker, militära övningsfält, bangårdar, vägkanter och liknande. Flygtiden är från juli till augusti, i de södra delarna av utbredningsområdet från mitten av juni till september. Arten är specialiserad på korgblommiga växter, främst klofibblor och rosettfibblor.

### Fortplantning
Honan gräver ett bo i form av en 8 till 60 centimeter lång gång, med flera sidogångar som var och en slutar i en larvcell. Sidorna i gångsystemet, inklusive larvcellerna, hålls ihop av ett körtelsekret som honan avsöndrar.
Boet grävs ut i områden med blottlagd, glest bevuxen sand, som sandiga, obelagda stigar och mindre vägar, gärna tillsammans i kolonier. Det förefaller inte vara utsatt för några boparasitiska bin, men det förekommer att boet utsätts för parasitflugor från släktet Miltogramma.